# Sympetrum signiferum
Sympetrum signiferum är en trollsländeart som beskrevs av Cannings och Rosser W. Garrison 1991. Sympetrum signiferum ingår i släktet ängstrollsländor, och familjen segeltrollsländor. Inga underarter finns listade i Catalogue of Life.

## Bildgalleri

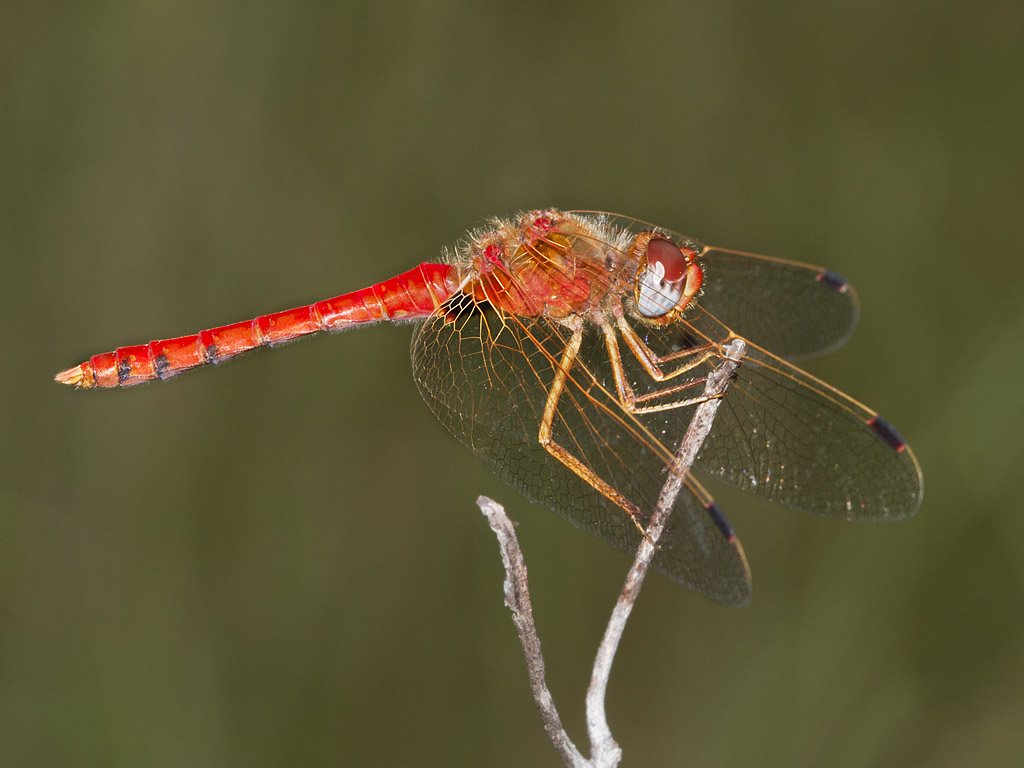
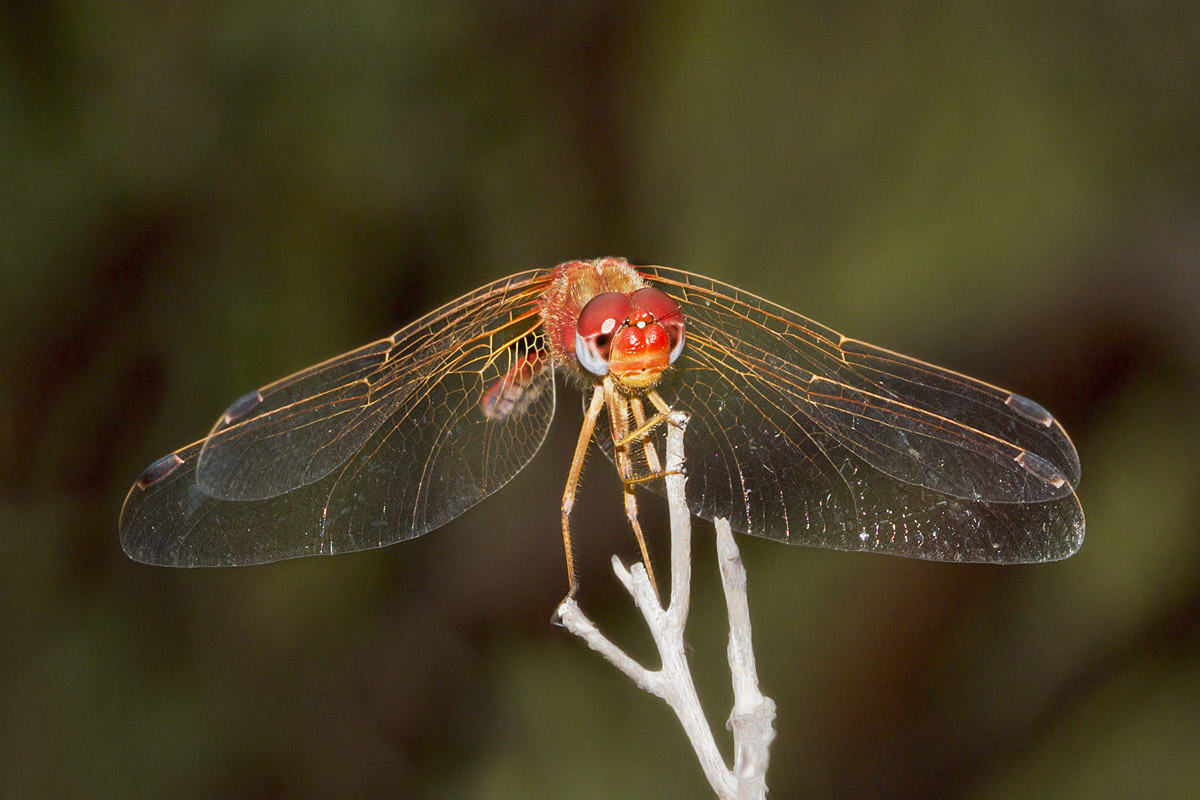